# عقيل بن علفة المري
كان عقيل بن علفة المري واحداً من شعراء الدولة الأموية، شديد العنجهية والكبر في بني مرة، لا يرى أحداً كفئاً له فقد دخل يوماً على عثمان بن حيان ، وهو يؤمئذٍ عامل على المدينة، فقال له عثمان: زوجني ابنتك، فقال عقيل: أَبَكْرَة من إبلي تعني؟ فقال له عثمان: ويلك! أمجنون أنت، ثم كرر عقيل
رده، فأمر عثمان بضربه وخرج من عنده وهو يقول:
كنا بني غيظ الرجال فأصبحت
بنو مالك غيظاًوصرنا كمالك
لحى الله دهراً ذعذع المال كلَّه
وسَوَّد أشباه الإماء العواركِ

## نسبه
- هو عقيل بن علفة بن الحارث بن معاوية بن ضباب بن جابر بن يربوع بن غيظ بن مرة بن سعد بن ذبيان بن بغيض بن الريث بن سعد بن قيس بن عيلان بن مضر بن نزار بن معد بن عدنان ، ويكنى أبا العملس وأبا الجرباء ، وهما ابنه وابنته، والعَمَلَّس هو القوي الشديد في السفر .
- أمه هي عمرة بنت الحارث بن عوف بن أبي حارثة بن مرة بن نشبة بن غيظ بن مرة بن سعد بن ذبيان ، وأمها زينب بنت حصن بن حذيفة بن بدر وحذيفة هو صاحب قصة داحس والغبراء مع قيس بن زهير .

وقال ابن الأعرابي: كانت عمرة أم عقيل بن علفة والبرصاء أم شبيب بن البرصاء أختين وهما ابنتا الحارث بن عوف ، واسم البرصاء قرصافة، أمها بنت نجبة ابن ربيعة بن رياح بن مالك بن شمخ  من بنو فزارة الغطفانية القيسية .

## نبذه
يقع عقيل موقع شرف في قومه من كلا طرفيه اعمامه واخواله . وكانت قريش ترغب في مصاهرته .
كان عقيل بدوياً لم يترك البادية إلا لقضاء بعض حاجاته، وكان شديد الهوج، جافي الطبع، لا يعرف كثيراً
من كتاب الله، قال له عمر بن عبد العزيز: إنك لأعرابي جلف جافٍ، والله لا أراك تقرأ من كتاب الله شيئاً، فرد عليه عقيل قائلاً: بلى إني لأقرأ، قال: فاقرأ، فقرأ إِذا زُلْزِلَتِ الأَرْضُ زِلْزَالَها فأخطأ القراءة، فَوَبخَّه عمر، فخرج من عنده مغضباً، وهو يقول:
خُذا أَنف هَرشَى أو قَفَاه فإنّهُ
كِلا جَانبي هَرشَى لَهُنّ طريقُ
كان عقيل شديداً على أبنائه، فقد شدّ على ابنه العَمَلّس
بالسيف، مما اضطره إلى رميه بسهم، فسقط عقيل يتمرغ في دمه، وهو يقول:
إنّ بنيَّ سَرْ بَلوني بالدَّم
من يَلْقَ أبطال الرجالِ يُكلَم
ومن يكن ذا أَوَدٍ يُقَوَّمِ
شِنْشِنَةٌ أعرفها مِن أَخْزَمِِ
ويُروى أن عمر بن عبد العزيز قال لعقيل يوماً
إنك تخرج إلى أقاصي البلاد، وتدع بناتك في الصحراء لا كالئ لهنَّ، فقال: إني أستعين عليهنّ بِخلَّتين تكلآنِهنَّ، وأستغني عن سواهما، قال: وماهما؟ قال العري والجوع.

## خطبة الاشراف لبناته
- كان يعتد بنسبه وكانت قريش ترغب في مصاهرته: وكان أعرج جافياً شديد الهوج والعجرفية والبذخ بنسبه في بني مرة، لا يرى أن له كفئاً. وهو في بيتٍ شرف في قومه ، تزوج من بناته الخلفاء والأشراف، منهم يزيد بن عبد الملك، تزوج ابنته الجرباء، وكانت قبله عند ابن عم لعقيل يقال له مطيع بن قطيعة بن الحارث بن معاوية ، وولدت ليزيد بنياً درج . وتزوج بنته عمرة سلمة بن عبد الله بن المغيرة، فولدت له يعقوب بن سلمة، وكان من أشراف قريش وجودائها. وتزوج أم عمرو بنته ثلاثة نفر من بني الحكم بن أبي العاص: يحيى والحارث وخالد .
- دخل عقيل بن علفة على عثمان بن حيان وهو يومئذ واليا على المدينة، فقال له عثمان: زوجني ابنتك، فقال: أبكرةً من إبلي تعني؟ فقال له عثمان: ويلك! أمجنون أنت! قال: أي شيء قلت لي؟ قال: قلت لك: زوجني ابنتك، فقال: أفعل إن كنت عنيت بكرةً من إبلي. فأمر به فوجئت عنقه. فخرج وهو يقول:

كنا بني غيظ الرجال فأصبحت
بنو مالك غيظاً وصرنا كمالك
لحى الله دهراً ذعذع المال كله
وسود أشباه الإماء العـوارك
- كان لعقيل ابن علفة جار من بني سلامان بن سعد، فخطب إليه ابنته، فغضب عقيل، وأخذ السلاماني فكتفه ،  وألقاه في قرية النمل حتى ورم جسده، ثم حله وقال: يخطب إلي عبد الملك بن مروان فأرده، وتجترئ أنت علي! .
- عندما أجدبت مراعي بني مرة، انتجع عقيل أرض جذام (قبيلة) وقربهم بني عذرة ، قال عقيل: فجاءني هني مثل البعرة، فخطب إلي ابنتي أم جعفر. فخرجت إلى أكمة قريبة من الحي، فجعلت أنبح كما ينبح الكلب ، ثم تحملت وخرجت، فاتبعني جمع بنو حن وهم بطن من بني عذرة فقالوا: اختر، إن شئت حبسناك، وإن شئت حدرناك وبعيرة من رأس الجبل، فإن سبقتها خلينا عنك. فأرسلوا بعيرةً فسبقتها، فخلوا سبيلي، فقلت لهم: ما طمعتم بهذا من أحد! قالوا: أردنا أن نضع منك حيث رغبت عنا. فقلت فيهم:

لقد هزئت حن بنا وتلاعـبـت
وما لعبت حن بذي حسب قبلي
رويداً بني حن تسيحوا وتأمنـوا
وتنتشر الأنعام في بلد سهـل
ثم قال والله لأموتن قبل أن أضع كرائمي إلا في الأكفاء .
- خطب إلى عقيلٍ رجل من بني مرة كثير المال، يغمز في نسبه، فقال:

لعمري لئن زوجت من أجل ماله
هجينا لقد حبت إلي الـدراهـم
أأنكح عبداً بعد يحـيى وخـالـدٍ
أولئك أكفاني الرجال الأكـارم
أبى لي أن أرضى الدنية أننـي
أمد عناناً لم تخنـه الـشـكـائم
- جاء رجلاً من بني مرة يقال له داود أقبل على ناقةٍ له، فخطب إلى عقيل بن علفة بعض بناته، فنظر إليه عقيل وإن السيف لا يناله فطعن ناقته بالرمح فسقطت وصرعته، وشد عليه عقيل فهرب، وثار عقيل إلى ناقته فنحرها، وأطعمها قومه وقال:

ألم تقل يا صاحب القـلـوص
داود الساج وذا الـقـمـيص
كانت عليه الأرض حيص بيص
حتى يلف عيصه بـعـيصـي
وكنت بالشبان ذا تقـمـيص
فقال داود فيه من أبيات:
أراه فتى جعل الحـلال بـبـيتـه
حراماً ويقري الضيف عضباً مهندا

## اخباره وأشعاره
- خرج عقيل بن علفة وابناه: علفة وجثامة، وابنته الجرباء حتى أتوا بنتاً له ناكحاً في بني مروان بالشام فآمت . ثم إنهم قفلوا بها حتى كانوا ببعض الطريق، فقال عقيل بن علفة:

قضت وطراً من دير سعدٍ وطالما
على عرض ناطحنه بالجماجـم
إذا هبطت أرضاً يموت غرابهـا
بها عطشاً أعطينهم بالـخـزائم
ثم قال: أنفذ يا علفة، فقال علفة:
فأصبحن بالموماة يحملن فتـيةً
نشاوى عن الإدلاج ميل العمائم
إذا علم غـادرنـه بـتـنـوفة
تذارعن بالأيدي لآخر طاسـم
ثم قال أنفذي يا جرباء، فقالت: وأنا آمنة؟ قال: نعم. فقالت:
كأن الكرى سقاهم صـرخـديةً
عقاراً تمشي في المطا والقوائم
فقال عقيل: شربتها ورب الكعبة! لولا الأمان لضربت بالسيف تحت قرطك، أما وجدت من الكلام غير هذا! فقال جثامة: وهل أساءت! إنما أجازت. وليس غيري وغيرك. فرماه عقيل بسهم فأصاب ساقه وأنفذ السهم ساقه والرحل، ثم شد على الجرباء فعقر ناقتها ثم حملها على ناقة جثامه وتركه عقيراً مع ناقة الجرباء. ثم قال: لولا أن تسبني بنو مرة ما ذقت الحياة. ثم خرج متوجهاً إلى أهله وقال: لئن أخبرت أهلك بشأن جثامة، أو قلت لهم إنه أصابه غير الطاعون لأقتلنك. فلما قدموا على أهل أبير وهم بنو القين من قضاعة فندم عقيل على فعله بجثامة، فقال لهم: هل لكم في جزور انكسرت؟ قالوا: نعم. قال: فالزموا أثر هذه الراحلة حتى تجدوا الجزور، فخرج القوم حتى انتهوا إلى جثامة فوجدوه قد أنزفه الدم، فاحتملوه وتقسموا الجزور، وأنزلوه عليهم، وعالجوه حتى برأ، وألحقوه بقومه .
- قدم عقيل بن علفة المدينة فنزل على ابن بنته يعقوب بن سلمة المخزومي، فمرض وأصابه القولنج ، فنعتت له الحقنة فأبى. وقدم ابنه عليه فبلغه ذلك، فقال:

لقد سرني واللـه وقـاك شـرهـا
نجاؤك منها حين جـاء يقـودهـا
كفى خـزيةً ألا تـزال مـجـبـياً
على شكوة توكى وفي استك عودها
- غدا عقيل بن علفة على أفراس له عند بيوته فأطلقها ثم رجع، فإذا بنوه مع بناته وأمهم مجتمعون، فشد على العملس فحاد عنه، وتغنى علفة فقال:

قفي يابنة المري أسألك مـا الـذي
تريدين فيما كنت منيتـنـا قـبـل
نخبرك إن لم تنجزي الوعـد أنـنـا
ذوا خلة لم يبق بينهـمـا وصـل
فإن شئت كان الصرم ما هبت الصبا
وإن شئت لا يفنى التكارم والبـذل
فقال عقيل: يابن اللخناء ، متى منتك نفسك هذا! وشد عليه بالسيف وكان عملس أخاه لأمه فحال بينه وبينه، فشد على عملس بالسيف وترك علفة لا يلتفت إليه ، فرماه بسهم، فأصاب ركبته؛ فسقط عقيل وجعل يتمعك في دمه ويقول:
إن بني سربلونـي بـالـدم
من يلق أبطال الرجال يكلم
ومـن يكـن ذا أودٍ يقـوم
شنشنة أعرفها من أخـزم
قال المدائني: شنشنة أعرفها من أخزم، مثل ضربه. وأخزم: فحل كان لرجل من العرب، وكان منجباً، فضرب في إبل رجلٍ آخر ولم يعلم صاحبه فرأى بعد ذلك من نسله جملاً فقال: شنشنة أعرفها من أخزم .
- عاتب عمر بن عبد العزيز رجلاً من قريش، أمه أخت عقيل بن علفة فقال له: قبحك الله! أشبهت خالك في الجفاء. فبلغت عقيلاً فجاء حتى دخل على عمر فقال له: ما وجدت لابن عمك شيئاً تعيره به إلا خؤولتي! فقبح الله شركما خالاً. فقال له صخير بن أبي جهم العدوي وأمه قرشية: آمين يا أمير المؤمنين. فقبح الله شركما خالا وأنا معكما أيضاً .
- قدم عقيل بن علفة المدينة، فدخل المسجد وعليه خفان غليظان، فجعل يضرب برجليه، فضحكوا منه فقال: ما يضحككم؟ فقال له يحيى بن الحكم وكانت ابنة عقيل تحته: يضحكون من خفيك وضربك برجليك وشدة جفائك، قال: لا، ولكن يضحكون من إمارتك؛ فإنها أعجب من خفي. فجعل يحيى يضحك ! .
- دخل عقيل بن علفة على يحيى بن الحكم، وهو يومئذ أمير المدينة. فقال له يحيى: أنكح ابن خالي يعني ابن أوفى فلانة ابنتك؟ فقال: إن ابن خالك ليرضى مني بدون ذلك، قال: وما هو؟ قال: أن أكف عنه سنن الخيل إذا غشيت سوامه . فقال يحيى لحرسيين بين يديه: أخرجاه، فأخرجاه، فلما ولى قال: أعيداه إلي، فأعاداه، فقال عقيل له: ما لك تكرني إكرار الناضح ؟ قال: أما والله إني لأكرك أعرج جافياً. فقال عقيل: كذلك قلت:

تعجبت إذ رأت رأسي تجلـلـه
من الروائع شيب ليس من كبر
ومن أديمٍ تولى بـعـد جـدتـه
والجفن يخلق فيه الصارم الذكر
فقال له يحيى: أنشدني قصيدتك هذه كلها. قال: ما انتهيت إلا إلى ما سمعت. فقال: أما والله إنك لتقول فتقصر، فقال: إنما يكفي من القلادة ما أحاط بالرقبة. فقال: فأنكحني أنا إحدى بناتك. قال: أما أنت فنعم. قال: أما والله لأملأنك مالاً وشرفاً. قال: أما الشرف فقد حملت ركائبي منه ما أطاقت، وكلفتها تجشم ما لم تطق، ولكن عليك بهذا المال فإن فيه صلاح الأيم ورضا الأبي. فزوجه ثم خرج فهداها إليه، فلما قدمت عليه بعث إليها يحيى مولاةً له لتنظر إليها، فجاءتها فجعلت تغمز عضدها. فرفعت يدها، فدقت أنفها. فرجعت إلى يحيى وقالت: بعثتني إلى أعرابيةٍ مجنونةٍ صنعت بي ما ترى! فنهض إليها يحيى، فقال لها: ما لك؟ قالت: ما أردت أن بعثت إلي أمة تنظر إلي! ما أردت بما فعلت إلا أن يكون نظرك إلي قبل كل ناظر، فإن رأيت حسناً كنت قد سبقت إلى بهجته، وإن رأيت قبيحاً كنت أحق من ستره. فسر بقولها وحظيت عنده .
- خطب يزيد بن عبد الملك إلى عقيل بن علفة ابنته الجرباء، فقال له عقيل: قد زوجتكها، على أن لا يزفها إليك إعلاجك ؛ أكون أنا الذي أجيء بها إليك .

قال: ذلك لك. فتزوجها، ومكثوا ما شاء الله. ثم دخل الحاجب على يزيد فقال له: بالباب أعرابي على بعيرٍ، معه امرأة في هودج قال: أراه والله عقيلاً. قال: فجاء بها حتى أناخ بعيرها على بابه، ثم أخذ بيدها فأذعنت، فدخل بها على الخليفة فقال له: إن أنتما ودن بينكما، فبارك الله لكما، وإن كرهت شيئاً فضع يدها في يدي كما وضعت يدها في يدك ثم برئت ذمتك. فحملت الجرباء بغلام ففرح به يزيد ونحله وأعطاه .
الا ان الصبي مات فورثت أمه منه الثلث، ثم ماتت فورثها زوجها وأبوها فكتب إليه يزيد : إن ابنك وابنتك هلكا، وقد حسبت ميراثك منهما فوجدته عشرة آلاف دينارٍ، فهلم فاقبضه. فقال: إن مصيبتي بابني وابنتي تشغلني عن المال وطلبه، فلا حاجة لي في ميراثهما، وقد رأيت عندك فرساً سبقت عليه الناس، فأعطينه أجعله فحلاً لخيلي. وأبى أن يأخذ المال، فبعث إليه يزيد بالفرس .
- قال إسحاق بن يحيى : رأيت رجلاً من قريش يقول له عقيل بن علفة: بالرفاء والبنين والطائر المحمود. فقلت له: يابن علفة؛ إنه يكره أن يقال هذا. فقال: يابن أخي، ما تريد إلى ما أحدث! إن هذا قول أخوالك في الجاهلية إلى اليوم لا يعرفون غيره. قال: فحدثت به الزهري فقال: إن عقيلاً كان من أجهل الناس ، قال: وإنما قال لإسحاق بن يحيى بن طلحة: هذا قول أخوالك ، لأن أم يحيى بن طلحة مرية من بنو مره .
- لما تزوج عقيل بن علفة زوجته الأنمارية وقد كبر فرت منه، فلقيها جحاف. أحد بني قتال بن يربوع، فحملها إلى عامل فدك ، وأصبح عقيل معها، فقال الأمير لعقيل: ما لهذه تستعدي عليك يا أبا الجرباء؟ فقال عقيل: كل ذكري، وذهب ذفري ، وتغايب نفري، فقال: خذ بيدها، فأخذها وانصرف، فولدت له بعد ذلك علفة الأصغر .
- لما نشبت الحرب بين بني جوشن وبين بني سهم بن مرة رهط عقيل بن علفة المري، وهو من بني غيظ بن مرة بن سهم بن مرة فاقتتلوا في أمر يهودي خمارٍ كان جاراً لهم، فقتلته بنو جوشنٍ من غطفان، وكانوا متقاربي المنازل وكان عقيل بن علفة بالشام غائباً عنها، فكتب إلى بني سهم يحرضهم .

فإما هـلـكـت ولـم آتـكـم
فأبلغ أماثـل سـهـمٍ رسـولا
بان التي سامـكـم قـومـكـم
لقد جعلوها علـيكـم عـدولا
هوان الحياة وضيم المـمـات
وكلاً أراه طـعـامـاً وبـيلا
فإن لم يكن غير أحـداهـمـا
فسيروا إلى الموت سيراً جميلاً
ولا تـقـعـدوا وبـكـم مـنة
كفى بالحوادث للمـرء غـولا
فلما وردت الأبيات عليهم تكفل بالحرب الحصين بن الحمام المري أحد بني سهم، وقال: إلي كتب وبي نوة، خاطب أماثل سهم وأنا من أماثلهم. فأبلى في تلك الحروب بلاءً شديداً. وقال الحصين بن الحمام في ذلك من قصيدة طويلة له:
يطأن من القتلى ومن قصد القنا
خباراً فما ينهض إلا تقحـمـا
عليهن فتيان كساهم مـحـرق
وكان إذا يكسو أجاد وأكرمـا
صفائح بصرى أخلصتها قيونها
ومطرداً من نسج داود محكما
تأخرت أستبقي الحياة فلم أجـد
لنفسي حياة مثل أن أتقـدمـا
- عدت بنو  جعفر بن كلاب من بنو كلاب على جار لعقيل فأطردت إبله وضربوه، فغدا عقيل على جار لهم فضربه، وأخذ إبله فأطردها، فلم يردها حتى ردوا إبل جاره وقال في ذلك:

إن يشرق الكلبي فيكـم بـريقـه
بني جعفر يعجل لجاركم القتـل
فلا تحسبوا الإسلام غير بعـدكـم
رماح مواليكم فذاك بكم جـهـل
بني جعفر إن ترجعوا الحرب بيننا
ندنكم كما كنا ندينـكـم قـبـل
بدأتم بجاري فانثنيت بـجـاركـم
وما منهما إلا له عندنـا حـبـل
- كان عقيل وحده في إبله، فمر به ناس من بني سلامان فأسروه، ومروا به في طريقه على ناس من بني القين، فانتزعوه منهم، وخلوا سبيله. فقال عقيل في ذلك:

أسعد هذيم إن سـعـداً أبـاكـم
أبى لا يوافي غاية القين من كلب
وجاء هذيم والركـاب مـنـاخة
فقيل تأخر يا هذيم على العجـب
فقال هذيم إن في العجب مركبي
ومركب آبائي وفي عجبها حسبي
- مات علفة بن عقيل الأكبر بالشام، فنعاه مضرس بن سوادة لعقيل بأرض الجناب، فلم يصدقه وقال:

قبح الآله ولا أقبـح غـيره
ثفر الحمار مضرس بن سواد
تنعى امرأ لم يعل أمك مثله
كالسيف بين خضارمٍ أنجاد
ثم تحقق الخبر بعد ذلك، فقال يرثيه:
لعمري لقد جاءت قوافل خبـرت
بأمرٍ من الدنيا عـلـي ثـقـيل
وقالوا ألا تبكي لمصرع فـارس
نعته جنود الشام غـير ضـئيل
فأقسمت ألا أبكي على هلك هالك
أصاب سبيل الله خـير سـبـيل
كأن المنايا تبتغي فـي خـيارنـا
لها نسباً أو تـهـتـدي بـدلـيل
تحل المنايا حيث شاءت فإنـهـا
محللة بعد الفتى ابـن عـقـيل
فتىً كان مولاه يحـل بـربـوةٍ
محل الموالي بعده بـمـسـيل
- كان عقيل بن علفة قد أطرد بنيه، فتفرقوا في البلاد وبقي وحده. ثم إن رجلاً من بني صرمة، يقال له بجيل وكان كثير المال والماشية حطم بيوت عقيل بماشيته، ولم يكن قبل ذلك أحد يقرب من بيوت عقيل إلا لقي شراً. فطردت صافنة أمة له الماشية، فضربها بجيل بعصا كانت معه فشجها. فخرج إليه عقيل وحده وقد هرم يومئذ وكبرت سنه فزجره فضربه بجيل بعصاه، واحتقره، فجعل عقيل يصيح: يا علفة، يا عملس، يا فلان، يا فلان، بأسماء أولاده مستغيثاً بهم، وهو يحسبهم لهرمه أنهم معه. فقال له أرطأة بن سهية:

أكلت بنيك الضب حـتـى
وجدت مرارة الكلأ الوبيل
ولو كان الألى غابوا شهودا
منعت فناء بيتك من بجيل
وبلغ خبر عقيل ابنه العملس وهو بالشام، فأقبل إلى أبيه حتى نزل إليه، ثم عمد إلى بجيل فضربه ضرباً مبرحاً، وعقر عدة من إبله وأوثقه بحبل، وجاء به يقوده حتى ألقاه بين يدي أبيه، ثم ركب راحلته، وعاد من وقته إلى الشام، لم يطعم لأبيه طعاماً، ولم يشرب شراباً .
- نزل أعرابي على المقشعر بن عقيل بن علفة المري فشربا حتى سكرا وناما، فانتبه الأعرابي مروعاً في الليل وهو يهذي، فقال له المقتشعر: ما لك؟ قال: هذا ملك الموت يقبض روحي. فوثب ابن عقيل فقال: لا والله ولا كرامة ولا نعمة عين له! أيقبض روحك وأنت ضيفي وجاري! فقال: بأبي أنتم وأمي! طال والله ما منعتم الضيم، وتلفف ونام !! .

## جودة شعره
عقيل شاعر فصيح مُجيد، وصفه صاحب الأغاني بأنه جيد الشعر وعدّه من المُقلّين، واعترف الشاعر نفسه بأنه من المقلين الذين يستغنون عن الكثرة بالجودة، فقد سأله يحيى بن الحكم أمير المدينة يوماً عن بعض شعره فقال: أما والله إنك لتقول فتقصر فقال: إنما يكفي من القلادة ما أحاط بالرقبة .
وأكد ابن سلام الجمحي شاعريته وتفوقه فصنفه في صدر الطبقة الثامنة من الإسلاميين، يمتاز شعره بالجزالة، ويغلب عليه الطابع البدوي، وفيه قليل من غريب اللغة، وواحد من أبياته ذهب مثلاً ،
«شِنْشِنَةً أعرفها من أَخْزَم» 
(والشنشنة: العادة الغالبة، وهو مثل يُضرب في قرب الشبه في الخُلُق) 
ولم يقع بين أخباره ما يفيد أن شعره قد جُمع من قبل القدماء أو المحدثين .

## وفاته
توفي نحو ( 100هـ / ـ 718م )